# Liponeura nevadensis
Liponeura nevadensis är en tvåvingeart som beskrevs av Peter Zwick 1978. Liponeura nevadensis ingår i släktet Liponeura och familjen Blephariceridae.
Artens utbredningsområde är Spanien. Inga underarter finns listade i Catalogue of Life.